# KBO聯盟
KBO聯盟（韓語：KBO 리그），是韓國最高等級的職業棒球賽事，成立於1982年，由韓國棒球委員會管理，目前共有10支球隊。二軍的比賽為KBO未來聯盟，除了上述10隊的二軍，還加上尚武鳳凰隊。

## 歷史
1981年12月11日，韓國的三星、樂天、MBC、OB、海陀和三美總共六個球團召開了韓國職棒的成立大會，並在1982年3月7日，第一場職業棒球賽在首爾的東大門棒球場開打，由三星獅隊與MBC青龍隊展開對決，「韓國職業棒球聯賽」也正式誕生，韓國也成為亞洲第二個有職業棒球聯盟的國家。
1985年，三美巨星隊的母企業三美集團出現營運危機，因此在該年季中宣布將球隊轉賣給青寶食品，並更名「青寶花斑馬」，此為聯盟首次有球隊轉賣的事件。
1986年，由韓國火藥集團成立的微笑鷹隊正式加入，成為聯盟第7支球隊，也是聯盟首次擴編，1990年，雙鈴集團也成立雙鈴突擊者隊，成為第8支球隊。
1999年開始試行兩聯盟制度，分別組成「夢幻聯盟」與「魔法聯盟」，但由於新鮮感不足，2001年又恢復成單一聯盟的現行賽制。
1999年底，雙鈴集團因出現經營危機而向聯盟申請解散雙鈴突擊者隊，為聯盟首支解散的球隊，而隔年由SK集團組成SK飛龍隊頂替空缺，並吸收原雙鈴突擊者隊的所有成員。
2007年，現代獨角獸隊因母企業現代集團出現財務危機，宣布解散球隊。隔年由百年投資公司（Centennial Investment）以出售冠名權的方式重新組隊，並不承接現代獨角獸及前身的隊史，決定以新球隊的名義出發，並持續維持8隊的規模。
2011年，聯盟批准NCsoft組建新球隊的申請，NC恐龍成為第9隊，並於隔年依規定先從二軍起步，2013年正式升上一軍。同年，由KT公司取得新球隊的組建權，並命名為KT巫師，同樣依規定於隔年從二軍起步，2015年正式升一軍，
2015年，聯盟改名為「KBO聯賽」，同時成為亞洲職業棒球中單一聯盟最多隊伍的職棒聯盟。
2019年，只參與二軍賽事的替代役球隊警察棒球隊因韓國國防部修法廢除「義務警察」制度及吳智煥事件的影響因而宣布解散，隊中的所有成員於該年八月服役完畢後不再招收應服役球員，正式解散。

## 球隊

### 現役球隊
| 球隊名                                    | 韓文               | 主場所在地     | 主場                              | 主場可容納人數 | 創立年分 |
| ----------------------------------------- | ------------------ | -------------- | --------------------------------- | -------------- | -------- |
| 斗山熊 （Doosan Bears）                   | 두산 베어스        | 首爾特別市     | 蠶室棒球場                        | 26,000人       | 1982年   |
| LG雙子 （LG Twins）                       | LG 트윈스          | 首爾特別市     | 蠶室棒球場                        | 26,000人       | 1982年   |
| 培證英雄 （Kiwoom Heroes）                | 키움 히어로즈      | 首爾特別市     | 高尺天空巨蛋                      | 18,000人       | 2008年   |
| SSG登陸者 （SSG Landers）                 | SSG 랜더스         | 仁川廣域市     | 文鶴棒球場 （仁川SK幸福夢想球場） | 26,000人       | 2000年   |
| 韓華鷹 （Hanwha Eagles）                  | 한화 이글스        | 大田廣域市     | 大田棒球場（韓華生命老鷹球場）    | 17,000人       | 1985年   |
| 起亞虎 （Kia Tigers）                     | KIA 타이거즈       | 光州廣域市     | 光州起亞冠軍球場                  | 27,000人       | 1982年   |
| 三星獅 （Samsung Lions）                  | 삼성 라이온즈      | 大邱廣域市     | 大邱三星獅棒球場                  | 29,000人       | 1982年   |
| 樂天巨人 （Lotte Giants）                 | 롯데 자이언츠      | 釜山廣域市     | 社稷棒球場                        | 26,800人       | 1982年   |
| NC恐龍 （NC Dinos）                       | NC 다이노스        | 慶尚南道昌原市 | 昌原NC球場                        | 22,112人       | 2011年   |
| KT巫師 （kt wiz）                         | kt 위즈            | 京畿道水原市   | 水原棒球場 （水原KT巫師球場）     | 25,000人       | 2013年   |
| 只參與KBO未來聯盟的球隊                   |                    |                |                                   |                |          |
| 尚武鳳凰 （Sangmu Phoenix Baseball Team） | 상무 피닉스 야구단 | 慶尚北道聞慶市 | 尚武棒球場                        | 不明           | 1990年   |

### 解散的球隊
| 球隊名                                     | 韓文            | 主場所在地               | 主場                             | 主場可容納人數 | 創立年分 | 解散年份 | 備註                       |
| ------------------------------------------ | --------------- | ------------------------ | -------------------------------- | -------------- | -------- | -------- | -------------------------- |
| 雙鈴突擊者 （Ssangbangwool Raiders）       | 쌍방울 레이더스 | 全羅北道全州市           | 全州公設運動場球場               | 10,000人       | 1990年   | 1999年   |                            |
| 現代獨角獸 （Hyundai Unicorns）            | 현대 유니콘스   | 仁川廣域市 →京畿道水原市 | 仁川公設運動場棒球場→ 水原棒球場 | 14,000人       | 1982年   | 2007年   |                            |
| 警察棒球隊 （Korean Police Baseball Team） | 경찰 야구단     | 京畿道高陽市             | 警察棒球場                       | 不明           | 2005年   | 2019年   | 替代役球隊，僅參加未來聯盟 |

## 現行賽制
- 全年為單一球季，每一隊各進行144場例行賽；每個對戰組合交手16場。季後賽名額為五隊，採四輪制，先進行首輪外卡賽，再進行兩輪挑戰賽，最後進行總冠軍賽。賽季第一保送韓國大賽；第二和第三名的球隊直接晉級挑戰賽。
- 每年球季中，進行一場明星賽。
- 季後賽採三輪制。

1. 第四名和第五名需進行第一輪外卡賽，採兩戰兩勝制（第四名球隊保送一勝），第四名球隊只需取得一勝，第五名球隊須連勝兩場；主場均為第四名球隊。勝隊晉級第二輪。
2. 第一輪勝出的球隊，先與第三名球隊進行第二輪五戰三勝制的挑戰賽。第三名球隊主場：1、2、5場，第一輪勝隊主場：3、4場。
3. 第二輪獲勝的球隊，再與例行賽第二名球隊進行第三輪五戰三勝制的挑戰賽。第二名球隊主場：1、2、5場，第二輪勝隊主場：3、4場。
4. 第三輪獲勝的球隊，再與例行賽第一名球隊進行最後七戰四勝制的總冠軍賽。例行賽第一名球隊主場：1、2、5、6、7場，第三輪勝隊主場：3、4場。

## 關連項目
- 韓國棒球委員會
- 亞洲職棒大賽

## 外部連結
- KBO聯盟在台灣棒球維基館上的頁面（繁體中文）
- 韓國職棒官網 （页面存档备份，存于）
- 韓國棒球FAN WEBSITE（页面存档备份，存于） （英文）
- DAILY KOREAN PRO BASEBALL（页面存档备份，存于） （日語）